# ガンバッテトロフィー
ガンバッテトロフィー（Ganbatte Trophy）はスーパーラグビーを戦うサンウルブズとレベルズの間で争われるラグビーのトロフィーである。

## 歴史
2016年3月19日、スーパーラグビー第4節にて初対戦を迎えたサンウルブズ（東京都）とレベルズ（メルボルン）の間で争われるトロフィーであり、両チームの友好の証として創設された。なお、この試合はスーパーラグビーにおいて豪州勢が初めて経験する日本チームとの対戦であった。
レベルズでは、この対戦以前より複数の日本人選手や日本代表選手、トップリーグ所属選手が活躍し、また、かつてキヤノンイーグルスでヘッドコーチを務めていたゼイン・ヒルトンがレベルズでコーチを務めるなど、日本との繋がりが深かった。
過去の対戦ではレベルズが5連勝。6戦目にして初めてサンウルブズが勝利し、トロフィーを奪取した。

## 過去の試合結果
| 対戦日時      | 勝者         | 試合結果                    | 試合会場                 | 観客数   | 天候       |
| ------------- | ------------ | --------------------------- | ------------------------ | -------- | ---------- |
| 2016年3月19日 | レベルズ     | サンウルブズ 9-35 レベルズ  | 秩父宮ラグビー場         | 16,444人 | 雨のち晴れ |
| 2018年3月3日  | レベルズ     | サンウルブズ 17-37レベルズ  | 秩父宮ラグビー場         | 11,181人 | 晴れ       |
| 2018年5月25日 | レベルズ     | レベルズ 40-13 サンウルブズ | AAMIパーク               |          | 晴れ       |
| 2019年4月6日  | レベルズ     | レベルズ 42-15 サンウルブズ | AAMIパーク               |          | 曇り       |
| 2019年5月25日 | レベルズ     | サンウルブズ 7-52 レベルズ  | 秩父宮ラグビー場         |          | 晴れ       |
| 2020年2月1日  | サンウルブズ | サンウルブズ 36-27 レベルズ | レベルファイブスタジアム |          | 晴れ       |